# Vịnh Tehuantepec

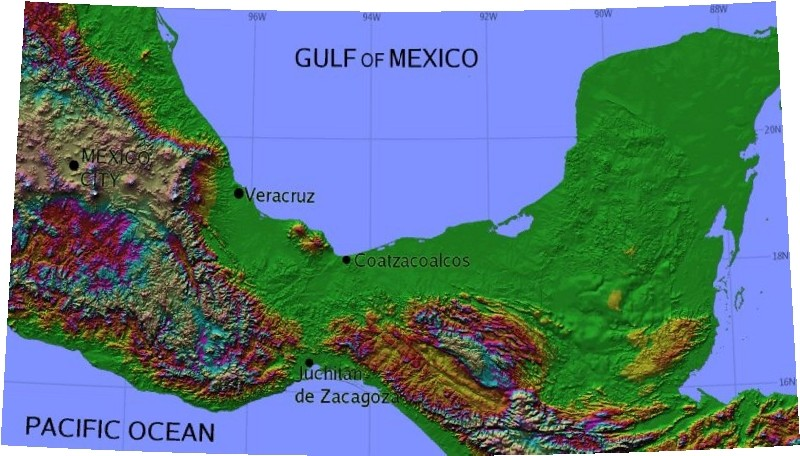
Vịnh Tehuantepec ở phía dưới của bờ biển Juchitán de Zaragoza.

Vịnh Tehuantepec (tiếng Tây Ban Nha: Golfo de Tehuantepec) là một vịnh lớn của Thái Bình Dương, ngoài bờ của Eo đất Tehuantepec, miền đông nam México, tại tọa độ địa lý . Vịnh này dài khoảng 350 km theo chiều đông-tây, khoảng 80 km theo chiều bắc nam.
Phần lớn các trận bão lốc ở vùng Đông Thái Bình Dương đều phát xuất từ vịnh này hoặc gần đó.
Một gió rất mạnh gọi là gió Tehuano thường thổi định kỳ trên vịnh này, gây ra việc dâng mạnh nước giàu chất dinh dưỡng từ đáy biển lên, giúp các sinh vật biển sống sung túc.